# Pradère-les-Bourguets
Pradère-les-Bourguets (en gascón Pradèra e Les Borguets) era una comuna francesa situada en el departamento de Alto Garona, de la región de Occitania, que el 1 de enero de 2018 fue suprimida al fusionarse con la comuna de Lasserre, formando la comuna nueva de Lasserre-Pradère.

## Demografía
| Gráfica de evolución demográfica de Pradère-les-Bourguets entre 1800 y 2015 |
|                                                                             |

Los datos demográficos contemplados en este gráfico de la comuna de Pradère-les-Bourguets se han cogido de 1800 a 1999 de la página francesa EHESS/Cassini, y los demás datos de la página del INSEE.